# Бельпер, Мари-Элизабет
Мари-Элизабет Бельпе́р (фр. Marie-Elisabeth Belpaire; 1853—1948) — бельгийская писательница и меценатка в рамках Движения за независимость Фландрии (англ. Flemish Movement) и помощи женским католическим школам.
Её отец, Альфонс Бельпер (1817—1854), был инженером, а мать, Бетси Тайхман (1821—1900), происходила из семьи богатых антверпенских промышленников. Детство её прошло в доме деда по материнской линии, Теодора Тайхмана (нидерл. Théodore Teichmann), сенатора и бывшего губернатора провинции Антверпен. Деда со стороны отца звали Антуан Бельпер, он некогда учился в знаменитой парижской Политехнической школе вместе с её другим дедом, пока не вынужден был вернуться из Франции, чтобы не попасть в армию Наполеона. Окончив юридическое отделение Брюссельского университета, он женился на Селине Сирез и стал работать адвокатом. Тем временем Теодор Тайхман закончил Политехническую школу и женился сначала на Дженни Кооппал, а после её скоропостижной смерти на её сестре. Бетси Тайхман была их вторым ребёнком из четверых. Семьи Бельпер и Тайхман были очень близки, и один из братьев отца Мари-Элизабет Бельпер (Фредерик Бельпер) был женат на одной из сестёр её матери (Марии Тайхман). Другая сестра матери, Констанция Тайхманн (нидерл. Constance Teichmann), также была важной фигурой во Фландрии, и её вклад мецената и филантропа оказал большое влияние на племянницу. Отец же Мари-Элизабет скончался, когда ей было всего полтора года, и его роль в её детстве играл переехавший к ним его брат Фредерик.
Мари-Элизабет Бельпер через частные уроки освоила несколько языков, в том числе немецкий, английский, голландский, французский, а также датский. Она развивалась в культурном и художественном отношении вслед за своей матерью и тётей Констанцией (нидерл. Constance Teichmann), училась петь, рисовать, играть на фортепиано. Тем не менее её официальное образование закончилось в четырнадцатилетнем возрасте — в пансион для девушек её не послали, посчитав, что жизнь взаперти не является достаточной подготовкой к реальной жизни.
Начинала Бельпер с соавторства с другом семьи доктором Схапманом («Из жизни», 1875) и Матильдой Рамбу (под псевдонимом Хильды Рам: «Страна чудес», 1892), но потом начала писать самостоятельно, чем продолжала заниматься до самой смерти (последняя книга — «Гештальты прошлого», серия из 25 эссе, написаны в 1938—1940, книга увидела свет в 1947). Она финансировала литературную газету «Dietsche Warande en Belfort (англ. DW B)», по её инициативе созданную из слияния двух менее популярных изданий, а в военное время основала «De Belgische Standaard», передовую газету о железном фронте (англ. Yser Front). Список всех её статей в этих и других газетах мелким шрифтом занимает десять страниц.
В 1902 году ею было построено здание, получившее название «Институт Бельпер» и предназначенное для предоставления достойного образования девочек во Фландрии. В его стенах были основаны Институт благородных девиц (Institut Supérieur pour jeunes filles) в 1905, школа святой Лиутгарды в 1912, Католическая фламандская женская высшая школа в 1919. Она также активно поддерживала женское избирательное право и официальный билингвизм (равенство как французского и нидерландского языков, так и их носителей). В военное время она активно защищала права фламандских солдат, чьи командиры были франкоговорящими офицерами.
Бельпер в своё время называли «матерью фламандского движения» (англ. Flemish Movement)», потому что она морально и материально поддерживала целый ряд фламандских инициатив. Она стала действительным членом Королевской фламандской академии лингвистики и литературы (англ. Royal Academy of Dutch Language and Literature) в 1922 году.